# ロバート・ヘイ＝ドラモンド (第10代キノール伯爵)
第10代キノール伯爵ロバート・オリオール・ヘイ＝ドラモンド（英語: Robert Auriol Hay-Drummond, 10th Earl of Kinnoull PC、1751年3月18日 – 1804年4月12日）は、スコットランド貴族。1796年から1804年までロード・ライアン・キング・オブ・アームズ（紋章官の1つ）を務めた。

## 生涯
ヨーク大主教ロバート・ヘイ＝ドラモンドとヘンリエッタ・オリオール（Henrietta Auriol、1763年4月22日没、ピーター・オリオールの娘）の息子として、1751年3月18日に生まれた。1775年1月13日にリンカーン法曹院に入学した。
1776年12月10日に父からヨークシャーのブロッズワース・ホールを継承したが、ヘイ＝ドラモンドはブロッズワースに住まず、1791年にそれを銀行家ピーター・セルソンに売却した。
1787年12月27日に伯父にあたる第9代キノール伯爵トマス・ヘイが死去すると、キノール伯爵位を継承した。1796年4月29日に枢密顧問官に任命され、同年9月30日にロード・ライアン・キング・オブ・アームズに任命された。このとき、死後にロード・ライアン・キング・オブ・アームズの官職を息子に継承させる権利も同時に与えられた。ただし、この時代においてロード・ライアン・キング・オブ・アームズは閑職であり、実際の職務は副官（deputy）が代行した。
1804年4月12日にダプリン城で死去、息子トマス・ロバートが爵位を継承した。

## 家族
1779年4月19日、ジュリア・エア（Julia Eyre、1780年3月29日没、アンソニー・エアの娘）と結婚した。
1781年6月3日、サラ・ハーレー（Sarah Harley、1760年10月19日 – 1837年2月15日、トマス・ハーレー閣下の娘）と再婚、2男2女をもうけた。
- ヘンリエッタ（1783年8月23日 – 1854年10月7日） - 1807年6月28日、ヘンリー・ドラモンド（英語版）（ヘンリー・ドラモンド（英語版）の息子）と結婚、子供あり[6]
- トマス・ロバート（英語版）（1785年4月5日 – 1866年2月18日） - 第11代キノール伯爵
- フランシス・ジョン（Francis John、1786年9月17日 – 1810年10月28日） - イギリス陸軍の軍人であり、ナポレオン戦争におけるワルヘレン戦役（英語版）（1809年）とポルトガル戦役に参戦した。アーン川（英語版）の渡河中に溺死[6]
- サラ・マリア（1788年6月21日 – 1874年7月11日） - 1811年5月9日、ジョージ・マレー（英語版）（ジョージ・マレー卿（英語版）の息子）と結婚、子供あり[6]